# 小槻貞行
小槻 貞行（おつき の さだゆき、正暦5年（994年）頃 - 没年不詳）は、平安時代中期の貴族。左大史・小槻奉親の子。官位は正五位下・左大史。

## 経歴
寛仁元年（1017年）右大史に任ぜられる。同年の後一条天皇の賀茂行幸に際して、官文殿内の文書不足から上卿の権大納言・藤原実資が十分な回答を出すことができなかった。ここで朝廷の命を受けて、貞行は父でかつての左大史・小槻奉親が自邸に保管していた一条天皇時代の賀茂行幸の文書を提出した。当時、太政官の史の筆頭官である左大史は藤原道長の家司でもある丹波奉親が単独で占めていたが、摂政・藤原頼通は「能人」と評するなどその能力を買っていた貞行を左大史に推挙する。これに対して、丹波奉親を擁護する父・道長は強く反対するが、頼通は反対を押し切って寛仁3年（1018年）までに貞行を左大史に昇任させたことから、道長の勘当を受けたという。しかし後年、民部卿・源経信は内大臣・藤原師通に対して頼通の処置への支持を語っており、これが当時の貴族一般の認識であったと想定される。貞行が左大史に任ぜられて以降、左大史2人体制を取ることになり、後の小槻氏による左大史世襲（官務家の成立）への道を開くことになった。
治安2年（1022年）従五位上に叙せられると、翌治安3年（1023年）上﨟の但波奉親が加賀守に転じたことから、貞行が左大史の上首となる。その後、長元2年（1029年）惟宗義賢が左大史に任ぜられ、再び左大史2人体制となる。貞行は長元6年（1033年）ごろまで左大史を務める一方で、周防権介・主計権助を兼帯し、万寿2年（1025年）正五位下に至った。

## 官歴
- 時期不詳：正六位上
- 寛仁元年（1017年） 5月27日：見右大史[5]。8月9日：兼東宮大属[6]
- 寛仁3年（1018年） 6月9日：見左大史外従五位下[7]
- 治安2年（1022年） 12月8日：従五位上（平野大原野行幸行事賞）[8]
- 万寿2年（1025年） 7月2日：正五位下（行幸行事賞）[9]
- 万寿3年（1026年） 5月13日：見兼周防権介[10]
- 長元2年（1029年） 日付不詳：見兼主計権助[11]
- 長元6年（1033年） 2月20日：見左大史兼主計権助[12]

## 系譜
『系図纂要』による。
- 父：小槻奉親
- 母：不詳
- 生母不詳の子女
  - 男子：小槻孝信（1017-1086）
  - 男子：小槻良信
  - 男子：小槻保衡